# L'eccezione (singolo Carmen Consoli)
L'eccezione è un brano musicale della cantautrice italiana Carmen Consoli, primo estratto come singolo dal suo settimo album L'eccezione del 2002. Raggiunge la posizione numero 4 della classifica italiana dei singoli e diviene un buon successo radiofonico.
La canzone compare anche nell'album live Eco di sirene, pubblicato il 13 aprile 2018.

## Tracce
1. L'eccezione
2. Moderato in re minore (rough mix)
3. Lingua a sonagli (live)

## Classifiche
| Classifica | Posizione |
| ---------- | --------- |
| Italia     | 4         |